# Sergio García (futebolista)
Sergio García de la Fuente (Barcelona, 9 de junho de 1983) é um ex-futebolista profissional espanhol.

## Carreira
Tendo iniciado sua carreira no Barcelona, García passou em seguida por Levante, Real Zaragoza e Real Betis, nos dois últimos, onde mais se destacou, antes de assinar contrato com o rival do Barcelona, o Espanyol, onde chega para substituir o ídolo Raúl Tamudo, que dedicou quase duas décadas ao clube. Também esteve presente na conquista da Eurocopa 2008, como reserva, tendo atuado - como titular - apenas na última partida da fase de grupos, contra a Grécia.
Em 2015, assinou com o clube qatari Al Rayyan SC.

## Estatísticas
Atualizado até 20 de março de 2015
| Clube                | Temporada         | Liga              | Liga      | Liga | Copa      | Copa | Outros    | Outros | Total     | Total |
| Clube                | Temporada         | Divisão           | Presenças | Gols | Presenças | Gols | Presenças | Gols   | Presenças | Gols  |
| -------------------- | ----------------- | ----------------- | --------- | ---- | --------- | ---- | --------- | ------ | --------- | ----- |
| Barcelona            | La Liga           | 2002-03           | 0         | 0    | 0         | 0    | 2         | 0      | 2         | 0     |
| Barcelona            | 2003–04           | La Liga           | 4         | 0    | 2         | 0    | 1         | 0      | 7         | 0     |
| Barcelona            | Total             | Total             | 4         | 0    | 2         | 0    | 3         | 0      | 9         | 0     |
| Levante (emprestado) | 2004–05           | La Liga           | 31        | 7    | 1         | 0    | —         | —      | 32        | 7     |
| Zaragoza             | 2005–06           | La Liga           | 19        | 4    | 6         | 0    | —         | —      | 25        | 4     |
| Zaragoza             | 2006–07           | La Liga           | 33        | 6    | 6         | 2    | —         | —      | 39        | 8     |
| Zaragoza             | 2007–08           | La Liga           | 38        | 4    | 4         | 1    | 2         | 0      | 44        | 5     |
| Zaragoza             | Total             | Total             | 90        | 14   | 16        | 3    | 2         | 0      | 108       | 17    |
| Betis                | 2008–09           | La Liga           | 28        | 9    | 4         | 1    | —         | —      | 32        | 10    |
| Betis                | 2009–10           | Segunda División  | 34        | 12   | 1         | 0    | —         | —      | 35        | 12    |
| Betis                | Total             | Total             | 62        | 21   | 5         | 1    | —         | —      | 67        | 22    |
| Espanyol             | 2010–11           | La Liga           | 21        | 3    | 4         | 0    | —         | —      | 25        | 3     |
| Espanyol             | 2011–12           | La Liga           | 24        | 5    | 3         | 2    | —         | —      | 27        | 7     |
| Espanyol             | 2012–13           | La Liga           | 28        | 7    | 0         | 0    | —         | —      | 28        | 7     |
| Espanyol             | 2013–14           | La Liga           | 37        | 12   | 4         | 1    | —         | —      | 41        | 13    |
| Espanyol             | 2014–15           | La Liga           | 25        | 9    | 6         | 1    | —         | —      | 31        | 10    |
| Espanyol             | Total             | Total             | 135       | 36   | 17        | 4    | —         | —      | 152       | 40    |
| Total na Carreira    | Total na Carreira | Total na Carreira | 322       | 78   | 41        | 8    | 5         | 0      | 368       | 86    |

## Títulos
Espanha
- Eurocopa: 2008

Espanha S-19
- Campeonato Europeu S-19: 2002

Espanha S-20
- Mundial Sub-20: Vice 2003